# Vila Guilherme (São Paulo)
Vila Guilherme est un district situé dans la zone nord de la municipalité de São Paulo et est administré par la sous-préfecture de Vila Maria.
Les quartiers de Vila Guilherme sont : Vila Guilherme ; Vila Isolina Mazzei ; Vila Salvador Romeu ; Vila Isolina ; Vila Paiva ; Vila Santa Catarina ; Jardim da Coroa ; Vila Pizzotti ; Vila Eleonore ; Vila Bariri ; Vila Leonor ; Chácara Cuoco ; Parque Velloso ; Jardim da Divisa.

## Histoire
Au départ, les terres de l'actuelle Vila Guilherme, appelée à l'époque "Tapera", appartenaient au capitaine général Jerônimo Leitão, qui les transféra comme sesmaria (terres incultes ou abandonnées que les rois du Portugal distribuaient aux colons ou cultivateurs) à le donataire Salvador Pires de Almeida et ses descendants.
Au XIXe siècle, ils arrivèrent à Barão de Ramalho et, par héritage, à sa fille, Joaquina Ramalho Pinto de Castro, qui les vendit à Guilherme Braun da Silva. Ce dernier, enfin, les a subdivisés en fermes et fermes, qui ont été vendues principalement aux immigrés portugais, stimulant leur développement.
C'est le 12 septembre 1912 que le marchand de Rio de Janeiro Guilherme Braun da Silva, acquis de Dona Joaquina Ramalho Pinto de Castro, héritière du Dr Joaquim Inácio Ramalho, le "Baron de Ramalho", une zone d'environ 115 boisseaux de terre, qui allait de la rivière Tietê à la route de Bela Vista, pendant quatre-vingts contos de réis, rendant cette date officielle comme la fondation du quartier de Vila Guilherme.
Guilherme, lors de l'attribution du quartier, a également construit plusieurs améliorations, telles que: la première chapelle (dédiée à Saint Sébastien, à qui il était dévoué), le poste de police, le groupe scolaire Vila Guilherme, rebaptisé plus tard Grupo Escolar Afrânio Peixoto, le premier pont du quartier sur la Tietê (en bois, il reliait l'Avenue Guilherme et l'Avenue Carlos de Campos), a commencé la construction d'un club équestre (il est mort avant d'avoir terminé les travaux. Après sa mort la superficie du club a été vendue et a donné lieu à la Sociedade Paulista de Trote), entre autres réalisations.
La partie basse du district, car elle est située sur la plaine inondable de la rivière Tietê, a constamment souffert d'inondations de haut niveau après le débordement de la rivière. La situation s'est améliorée après les travaux d'approfondissement du caniveau réalisés dans la rivière par le gouvernement de l'État. Cependant, faute d'entretien et aussi grâce à l'arrêt des travaux, de nouvelles inondations se sont produites en 2010.

## Caractéristiques

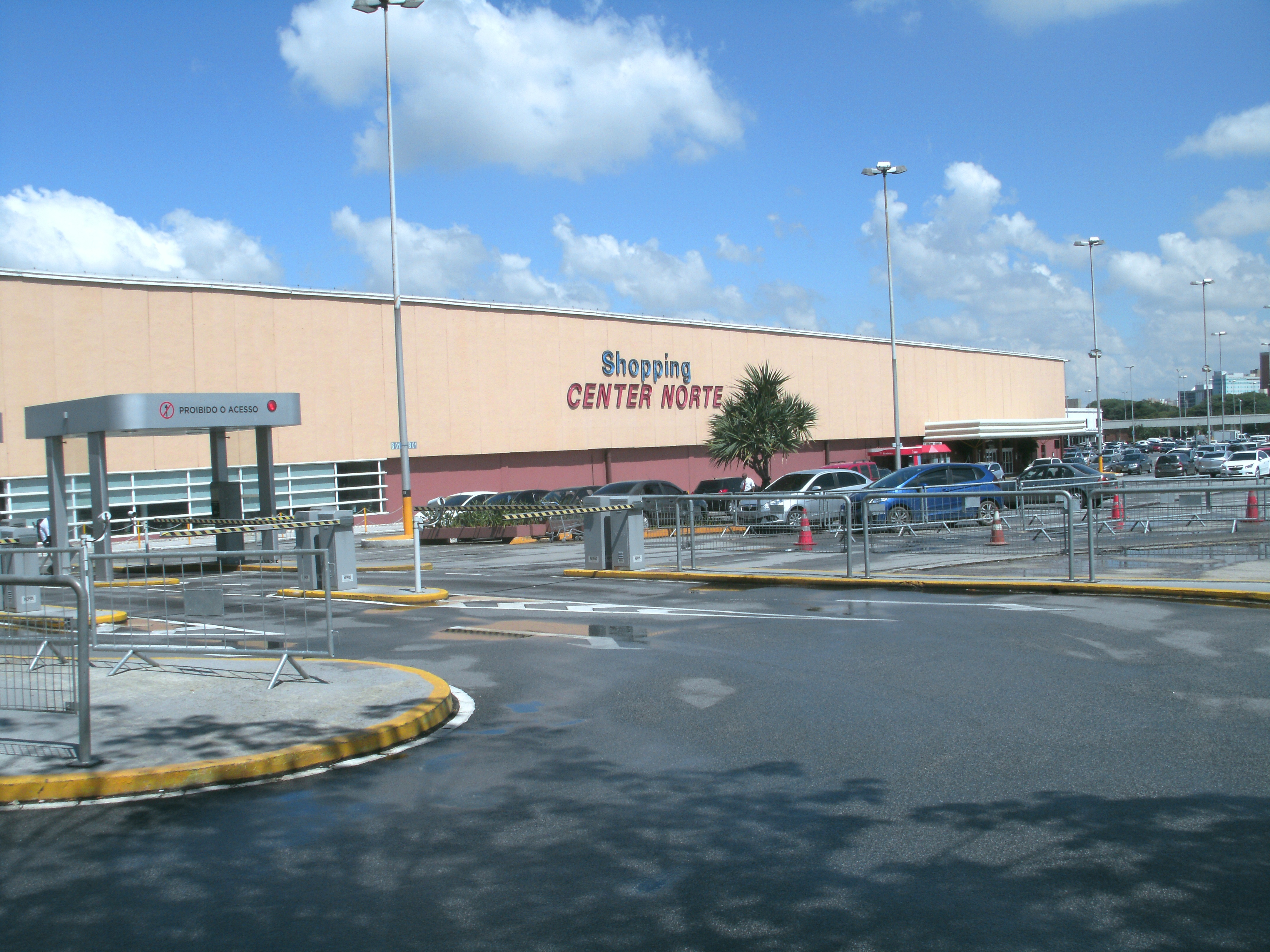
Shopping Center Norte

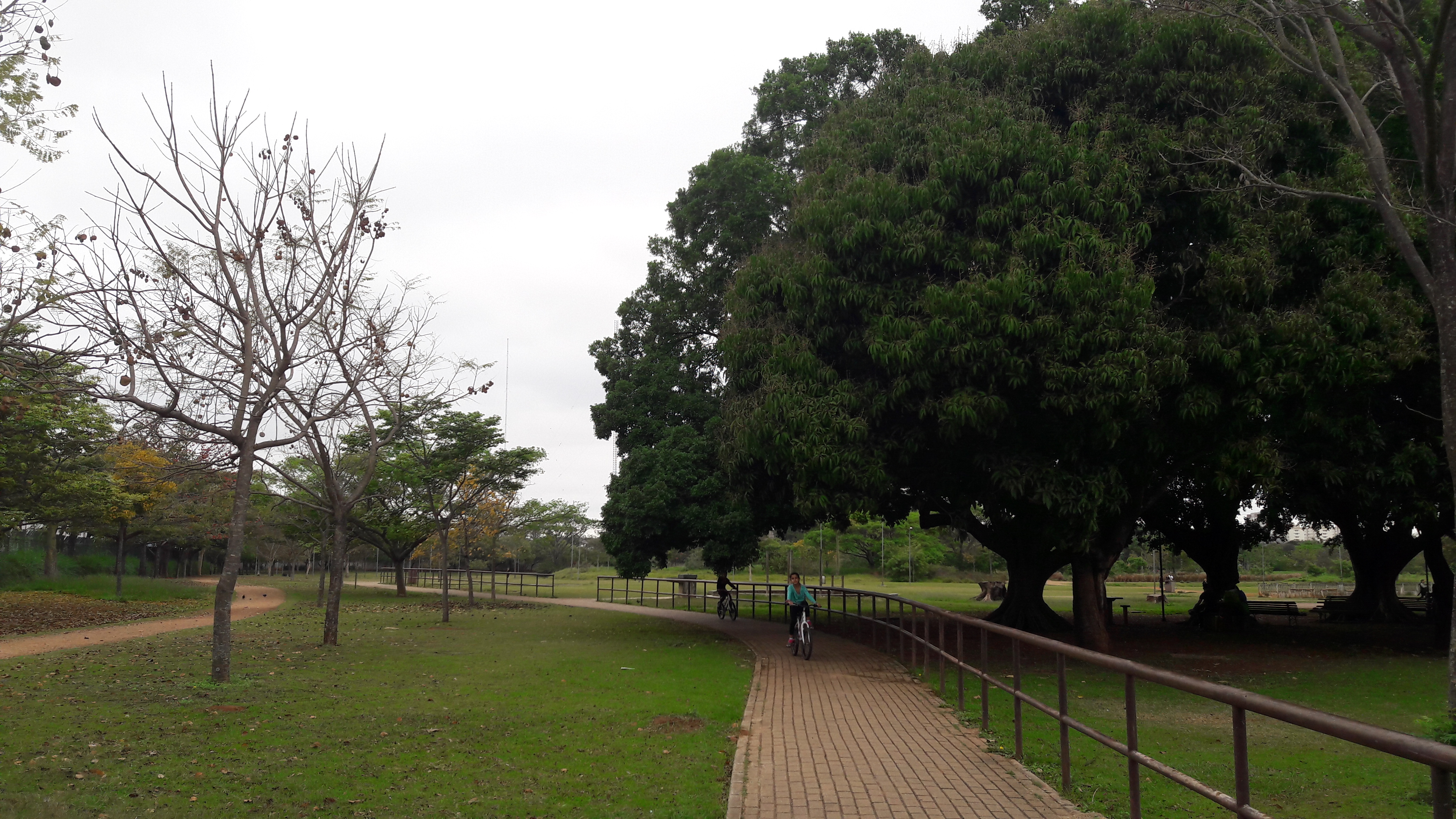
Parque do Trote

Dans le district, nous avons l'avenue Luis Dumont Villares avec 70% de son extension appartenant au quartier Vila Guilherme. Il possède également l'un des grands centres commerciaux de la ville : le Center Norte, considéré autrefois comme le plus grand centre commercial d'Amérique latine, avec de grands magasins populaires, des griffes, des cinémas et des espaces de divertissement. Centre Norte est un complexe qui possède un grand pavillon d'exposition (l'Expo Center Norte), chargé d'accueillir de grands événements nationaux et internationaux (rivalisant avec le traditionnel Parc Anhembi). En plus du Shopping Center Norte, il y a aussi, dans le district, le Shopping Mart Center, qui a fermé et aujourd'hui il n'y a pas de projet pour la zone, et visait à vendre des produits destinés à la mode et, dernièrement, aussi pour de grands événements, comme l'Anime Friends et, récemment, ils ont accueilli l'événement de musique électronique DGTL.

### Loisirs et sports

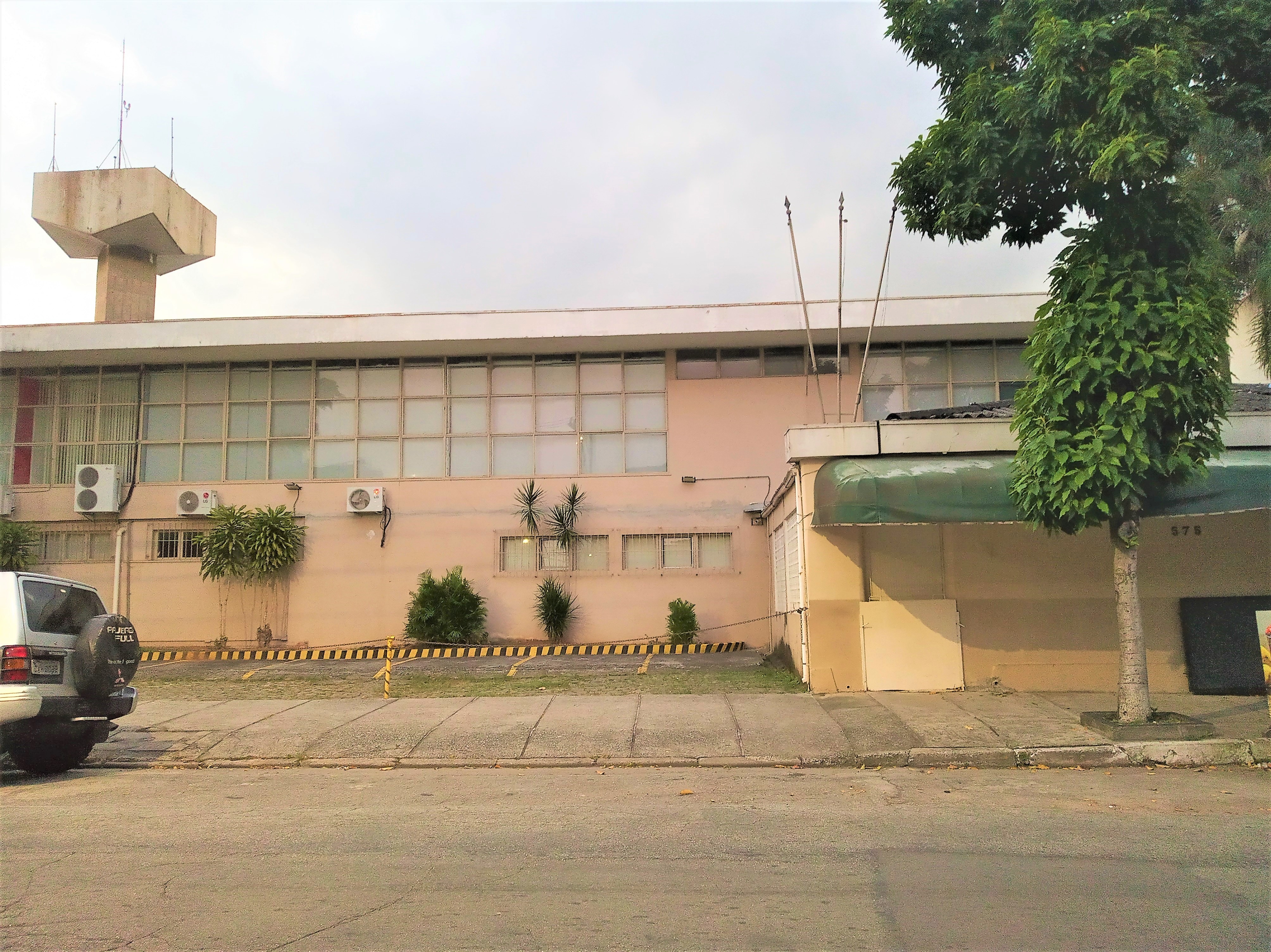
Siège de l'Église biblique de la Paix, ce bâtiment abritait auparavant les studios de TV Excelsior et SBT

Vila Guilherme abrite également l'ancienne Sociedade Paulista de Trote, expropriée et transformée en Parque do Trote, à la frontière avec le quartier de Vila Maria. Le Parque do Trote, rouvert en juillet 2006, est le premier parc de la ville de São Paulo entièrement adapté aux personnes à handicap physique ou à mobilité réduite. Il a : le Sentier des Sens, avec des stimuli pour les personnes ayant une déficience visuelle ; sentier pédestre accessible (sans dénivelé et avec main courante) ; plancher verrouillé ; sol tactile et un centre de congrès pour l'organisation des événements.
Les prochaines étapes pour la réalisation du projet comprennent des installations de réhabilitation et des activités sportives, avec la mise en œuvre de l'équithérapie et l'initiation à l'équitation pour ceux qui visitent le lieu , préservant le thème du parc. Le parc est situé Rua São Quirino, no 905.
Pendant de nombreuses années, à Rua Dona Santa Veloso, 575, les studios de TV Excelsior et SBT ont été installés avec l'éteinte TVS, où la plupart des programmes de la chaîne ont été enregistrés jusqu'à la fin des années 1990, lorsque les enregistrements ont été transférés dans la région de la Rodovia Anhanguera.

### Administration et éducation
Le quartier abrite également le 47e Notaire de l'état civil - Sous-district de Vila Guilherme, en plus de deux facultés : Universidade Bandeirante de São Paulo (UNIBAN) et Universidade Paulista (UNIP).

### Légendes
L'une des histoires les plus célèbres de Vila Guilherme raconte qu'il y a une maison que Pierre Ier avait l'habitude de rencontrer la Marquesa de Santos. Bien qu'il ait été prouvé qu'il ne s'agit que d'une légende, l'histoire est devenue célèbre parmi les habitants de la région. C'était une grande maison au bout de l'Avenue Guilherme a appelé Casa das Rosas, un immense manoir démoli au cours des années 1958 et 1960 à l'époque envahi par des sans-abri.

### Culture et Histoire
En 2002, le quartier a été honoré avec la publication du livre "São Sebastião e a Vila Guilherme - Memórias paulistanas da Zona Norte", avec 181 pages, écrit par Benedita da Conceição de Carvalho Silva et José de Almeida Amaral Junior,  (ISBN 8590163016), par la Chambre Socioculturelle de la Zone Nord de São Paulo. L'édition est actuellement épuisée, mais des exemplaires sont à la disposition du public dans les bibliothèques municipales et aux Archives municipales. L'histoire du quartier en images et témoignages, les souvenirs de ses plus anciens habitants. Plus de 100 interviews touchantes dévoilent le quotidien des habitants et la dynamique entre le Centre et le quartier « au-delà de Tietê ». Le livre méritait, à l'époque, une audition dans l'émission primée "São Paulo de Todos os Tempos", de Rádio Eldorado AM, avec le journaliste Geraldo Nunes.
En juillet 2010, dans le Parque do Trote da Vila Guilherme, s'est tenue la XIVe édition de Revelando São Paulo, une rencontre de la culture de São Paulo, organisée par Abaçai, sous le commandement de Toninho Macedo, et avec le soutien du gouvernement de l'État, embrassant les villes de São Paulo et les quartiers de São Paulo. Le thème était "Pour une décennie de Culture et de Paix". En une semaine, on estime qu'un million de personnes ont visité les espaces dédiés aux villes et ont pu voir leurs artistes, leurs œuvres et connaître un peu leur façon si particulière de voir le monde. C'était la première fois que l'événement avait lieu dans le quartier de Vila Guilherme, qui a reçu les visiteurs très cordialement.
En 2012, à l'occasion du centenaire de sa fondation, elle a remporté en cadeau le documentaire intitulé "Vila Guilherme – Do Pombo-Correio ao ''E-mail''", récompensé au concours "História dos Bairros de São Paulo". Réalisé, scénarisé et édité par Rodrigo Gontijo pour TV PUC-SP, rappelant des histoires et des aspects pittoresques du quartier. Il a eu une exposition de lancement lors du "XVI Revelando São Paulo", qui a eu lieu du 14 au 23 septembre au Parque do Trote.

## Districts limitrophes
- Tucuruvi (Nord)
- Vila Medeiros (Nord-Est)
- Vila Maria (Est)
- Santana (Ouest)
- Pari (Sud-Ouest)
- Belém (Sud)